# Karel Michal Meklenburský
Karel Michal Meklenburský (Karel Michal Vilém August Alexandr; 17. června 1863, Palác Oranienbaum – 6. prosince 1934, Remplin) byl důstojník carské ruské armády, domnělý dědic meklenbursko-střelického trůnu a od roku 1918 hlava velkovévodského rodu.

## Život v Rusku
Karel Michal se narodil v ruském Oranienbaumu jako mladší syn Jiřího Augusta Meklenbursko-Střelického a jeho manželky Kateřiny Michajlovny Ruské, vnučky cara Pavla I. Karel Michal studoval na Štrasburské univerzitě a dosáhl titulu Ph.D. Protože se narodil do ruské větve velkovévodského rodu Meklenbursko-Střelických, sloužil on i jeho starší bratr Jiří Alexandr v ruské imperiální armádě, v níž Karel Michal dosáhl hodnosti generálporučíka. Když v roce 1909 zemřel jeho bratr, byl Karel Michal velkovévodou Adolfem Fridrichem V. jmenován poručníkem bratrových dětí, Kateřiny, Marie, Natálie a Jiřího. V letech 1908 až 1910 sloužil jako hlava dělostřelectva v 1. armádním sboru ruské imperiální armády.
24. června 1914, dva týdny po smrti svého bratrance, velkovévody Adolfa Fridricha V., napsal Karel Michal novému velkovévodovi Adolfu Fridrichovi dopis, v němž ho informoval, že se chce vzdát svých práv na Meklenbursko-Střelicko. 7. srpna, krátce před vypuknutím první světové války, se stal naturalizovaným ruským občanem.
V březnu 1917 byl zatčen a předstoupil před ruský parlament, Dumu. Později uprchl na Kavkaz.

## Dědic Střelicka
Meklenbursko-Schwerinský velkovévoda Fridrich František IV. Karlu Michalovi napsal dopis, v němž ho informoval o smrti velkovévody Adolfa Fridricha VI. Meklenbursko-Střelického dne 23. února 1918 a že jako první v linii nástupnictví byl povolán na trůn. Občané Meklenburska-Střelicka zaslali Karlu Michalovi petici za přijetí trůnu, protože si chtěli zachovat nezávislost a nechtěli být sjednoceni s Meklenburskem-Schwerinem. Karel Michal ji však nikdy neobdržel, a tak napsal soukromý dopis, v němž potvrdil svou touhu vzdát se svých práv na vládnutí v Meklenbursku-Střelicku, dopis však k Fridrichu Františkovi IV., regentovi Meklenburska-Střelicka do ledna 1919, kdy padla německá monarchie, nedorazil. V důsledku toho nebylo možné vyřešit problém s nástupnictvím a meklenburská velkovévodství se stala oddělenými svobodnými státy v rámci Výmarské republiky.
Karel Michal nakonec se svou rodinou opustil Rusko a usadil se nejdříve ve Francii a později přijal exil v Dánsku. Tam působil jako předseda charitativní společnosti pro ruské důstojníky v Dánsku. V roce 1921 mu meklenburská vláda zaplatila pět milionů marek na oplátku za jeho zřeknutí se práv na střelický trůn. V roce 1930 se vrátil do Německa a usadil se na zámku Remplin.
11. září 1928 Karel Michal adoptoval svého synovce Jiřího, morganatického syna svého staršího bratra Jiřího Alexandra. Rozhodnutí bylo potvrzeno u soudu v Malchinu 5. října 1928. Karel Michal zemřel svobodný 6. prosince 1934 v německém Remplinu ve věku 71 let a hlavou velkovévodského rodu se po něm stal jeho synovec Jiří.

## Vývod z předků
|                           |                                    |  |                 |                                                            |  |  |  |  |  |  |  | Karel Ludvík Fridrich Meklenbursko-Střelický |
|                           |                                    |  |                 |                                                            |  |  |  |  |  |  |  |                                              |
|                           | Karel II. Meklenbursko-Střelický   |  |                 |                                                            |  |  |  |  |  |  |  |                                              |
|                           |                                    |  |                 |                                                            |  |  |  |  |  |  |  |                                              |
|                           |                                    |  |                 | Alžběta Sasko-Hildburghausenská                            |  |  |  |  |  |  |  |                                              |
|                           |                                    |  |                 |                                                            |  |  |  |  |  |  |  |                                              |
|                           | Jiří Meklenbursko-Střelický        |  |                 |                                                            |  |  |  |  |  |  |  |                                              |
|                           |                                    |  |                 |                                                            |  |  |  |  |  |  |  |                                              |
|                           |                                    |  |                 | Jiří Vilém Hesensko-Darmstadtský                           |  |  |  |  |  |  |  |                                              |
|                           |                                    |  |                 |                                                            |  |  |  |  |  |  |  |                                              |
|                           | Frederika Hesensko-Darmstadtská    |  |                 |                                                            |  |  |  |  |  |  |  |                                              |
|                           |                                    |  |                 |                                                            |  |  |  |  |  |  |  |                                              |
|                           |                                    |  |                 | Marie Luisa Albertina Leiningensko-Falkenbursko-Dagsburská |  |  |  |  |  |  |  |                                              |
|                           |                                    |  |                 |                                                            |  |  |  |  |  |  |  |                                              |
|                           | Jiří August Meklenbursko-Střelický |  |                 |                                                            |  |  |  |  |  |  |  |                                              |
|                           |                                    |  |                 |                                                            |  |  |  |  |  |  |  |                                              |
|                           |                                    |  |                 | Fridrich II. Hesensko-Kasselský                            |  |  |  |  |  |  |  |                                              |
|                           |                                    |  |                 |                                                            |  |  |  |  |  |  |  |                                              |
|                           | Fridrich Hesensko-Kasselský        |  |                 |                                                            |  |  |  |  |  |  |  |                                              |
|                           |                                    |  |                 |                                                            |  |  |  |  |  |  |  |                                              |
|                           |                                    |  |                 | Marie Hannoverská                                          |  |  |  |  |  |  |  |                                              |
|                           |                                    |  |                 |                                                            |  |  |  |  |  |  |  |                                              |
|                           | Marie Hesensko-Kasselská           |  |                 |                                                            |  |  |  |  |  |  |  |                                              |
|                           |                                    |  |                 |                                                            |  |  |  |  |  |  |  |                                              |
|                           |                                    |  |                 | Karel Vilém Nasavsko-Usingenský                            |  |  |  |  |  |  |  |                                              |
|                           |                                    |  |                 |                                                            |  |  |  |  |  |  |  |                                              |
|                           | Karolina Nasavsko-Usingenská       |  |                 |                                                            |  |  |  |  |  |  |  |                                              |
|                           |                                    |  |                 |                                                            |  |  |  |  |  |  |  |                                              |
|                           |                                    |  |                 | Karolina Felizitas Leiningensko-Dagsburská                 |  |  |  |  |  |  |  |                                              |
|                           |                                    |  |                 |                                                            |  |  |  |  |  |  |  |                                              |
| Karel Michal Meklenburský |                                    |  |                 |                                                            |  |  |  |  |  |  |  |                                              |
|                           |                                    |  |                 |                                                            |  |  |  |  |  |  |  |                                              |
|                           |                                    |  | Petr III. Ruský |                                                            |  |  |  |  |  |  |  |                                              |
|                           |                                    |  |                 |                                                            |  |  |  |  |  |  |  |                                              |
|                           | Pavel I. Ruský                     |  |                 |                                                            |  |  |  |  |  |  |  |                                              |
|                           |                                    |  |                 |                                                            |  |  |  |  |  |  |  |                                              |
|                           |                                    |  |                 | Kateřina II. Veliká                                        |  |  |  |  |  |  |  |                                              |
|                           |                                    |  |                 |                                                            |  |  |  |  |  |  |  |                                              |
|                           | Michail Pavlovič Ruský             |  |                 |                                                            |  |  |  |  |  |  |  |                                              |
|                           |                                    |  |                 |                                                            |  |  |  |  |  |  |  |                                              |
|                           |                                    |  |                 | Fridrich II. Evžen Württemberský                           |  |  |  |  |  |  |  |                                              |
|                           |                                    |  |                 |                                                            |  |  |  |  |  |  |  |                                              |
|                           | Žofie Dorota Württemberská         |  |                 |                                                            |  |  |  |  |  |  |  |                                              |
|                           |                                    |  |                 |                                                            |  |  |  |  |  |  |  |                                              |
|                           |                                    |  |                 | Bedřiška Braniborsko-Schwedtská                            |  |  |  |  |  |  |  |                                              |
|                           |                                    |  |                 |                                                            |  |  |  |  |  |  |  |                                              |
|                           | Kateřina Michajlovna Ruská         |  |                 |                                                            |  |  |  |  |  |  |  |                                              |
|                           |                                    |  |                 |                                                            |  |  |  |  |  |  |  |                                              |
|                           |                                    |  |                 | Fridrich I. Württemberský                                  |  |  |  |  |  |  |  |                                              |
|                           |                                    |  |                 |                                                            |  |  |  |  |  |  |  |                                              |
|                           | Pavel Württemberský                |  |                 |                                                            |  |  |  |  |  |  |  |                                              |
|                           |                                    |  |                 |                                                            |  |  |  |  |  |  |  |                                              |
|                           |                                    |  |                 | Augusta Brunšvicko-Wolfenbüttelská                         |  |  |  |  |  |  |  |                                              |
|                           |                                    |  |                 |                                                            |  |  |  |  |  |  |  |                                              |
|                           | Šarlota Württemberská              |  |                 |                                                            |  |  |  |  |  |  |  |                                              |
|                           |                                    |  |                 |                                                            |  |  |  |  |  |  |  |                                              |
|                           |                                    |  |                 | Fridrich Sasko-Altenburský                                 |  |  |  |  |  |  |  |                                              |
|                           |                                    |  |                 |                                                            |  |  |  |  |  |  |  |                                              |
|                           | Šarlota Sasko-Hildburghausenská    |  |                 |                                                            |  |  |  |  |  |  |  |                                              |
|                           |                                    |  |                 |                                                            |  |  |  |  |  |  |  |                                              |
|                           |                                    |  |                 | Šarlota Georgina Meklenbursko-Střelická                    |  |  |  |  |  |  |  |                                              |
|                           |                                    |  |                 |                                                            |  |  |  |  |  |  |  |                                              |